# Фероз Ганді
Фероз Ганді (хінді फिरोज गांधी, англ. Feroze Jehangir Gandhi; 12 серпня 1912, Бомбей, Британська Індія — 8 вересня 1960, Нью-Делі, Індія) — індійський публіцист і політик, чоловік Індіри Ганді і батько Раджива і Санджая Ганді.

## Походження
Фероз Ганді як парс по народженню мав таке ж прізвище, але не був родичем Махатми Ганді. У 18 років підключився до боротьби за незалежність Індії. Під час навчання в Лондонській школі економіки зблизився з Індірою Неру — дочкою Джавахарлала Неру. У 1942 році вони одружилися.

## Одруження
У перші півроку шлюбу, під час руху за вільну Індію, Фероз і Індіра були заарештовані британською владою і провели деякий час у в'язниці. Після виходу на свободу оселилися в Аллахабаді, де Фероз видавав засновану тестем газету The National Herald.

## Політична діяльність
У 1952 році на перших в Індії загальних виборах Фероз Ганді за підтримки дружини отримав місце в парламенті. Він критикував уряд тестя і викривав корупцію в керівництві Індії. У 1958 році після інфаркту відійшов від політичної діяльності.